# Vùng của New Zealand

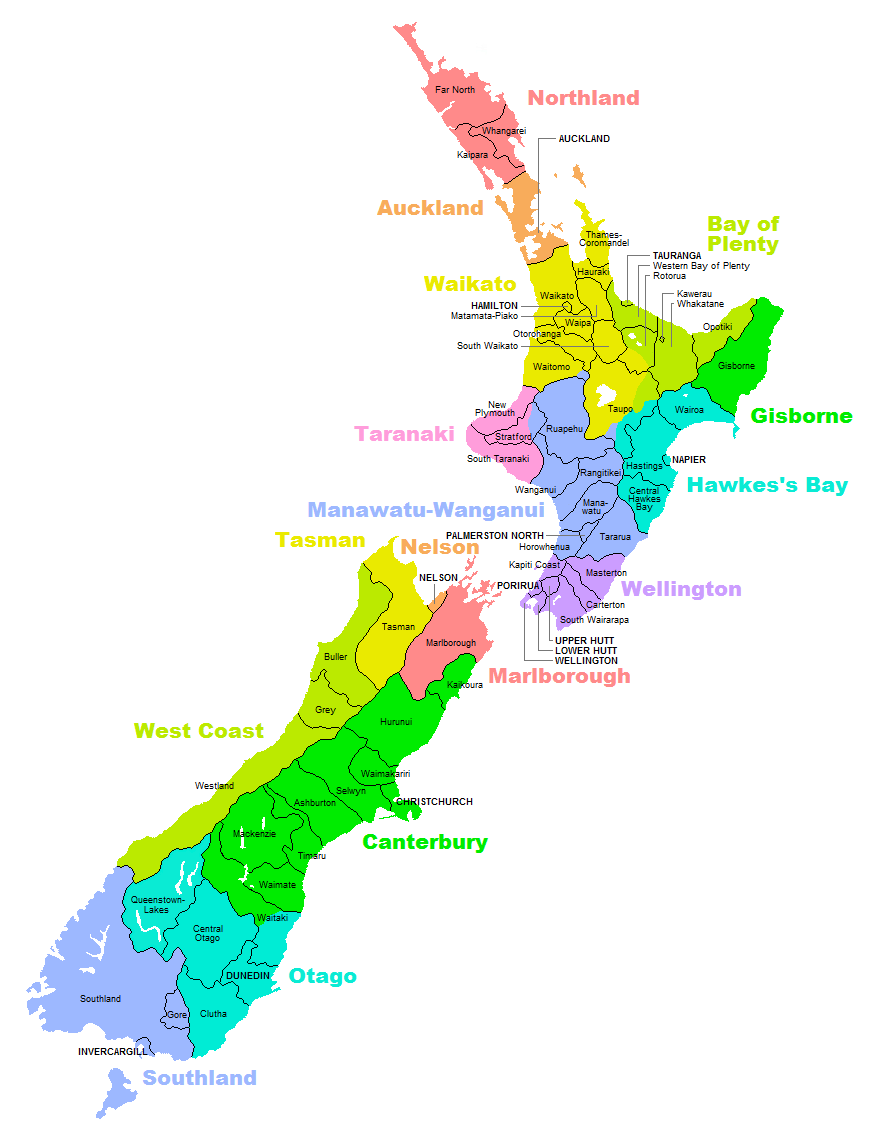
Bản đồ các vùng (tô màu) với các địa hạt hành chính được phân bởi đường vẽ đen. Tên các thành phố được viết hoa toàn bộ, và tên khu vực viết hoa chữ đầu.

New Zealand, được chia ra làm mười sáu vùng được quản lý bởi chính quyền địa phương. Mười một vùng được điều hành bởi hội đồng khu vực (cấp cao nhất của chính quyền địa phương), và năm vùng được điều hành bởi chính quyền hợp nhất (unitary authority), như là một chính quyền thành phố hoặc quận (cấp thứ hai của chính quyền địa phương) nhưng làm việc như là hội đồng khu vực. Riêng Hội đồng Đảo Chatham thì tương tự với chính quyền hợp nhất, nhưng được phép ra đạo luật riêng.
Hầu hết các vùng được chia thành các quận và thành phố, và được điều hành bởi hội đồng quận và thành phố.

## Các vùng

### Danh sách các vùng
| STT | Vùng               | Hội đồng vùng                       | Chủ tịch           | Nơi đặt trụ sở   | Đảo   | Diện tích (km²) | Dân số[20] | Mã ISO 3166-2 |
| --- | ------------------ | ----------------------------------- | ------------------ | ---------------- | ----- | --------------- | ---------- | ------------- |
| 1   | Northland          | Northland Regional Council          | Bill Shepherd      | Whangarei        | North | 12,498          | 168,300    | NZ-NTL        |
| 2   | Auckland (1)       | Auckland Council                    | Len Brown          | Auckland         | North | 4,940           | 1,570,500  | NZ-AUK        |
| 3   | Waikato            | Waikato Regional Council            | Paula Southgate    | Hamilton         | North | 23,900          | 439,200    | NZ-WKO        |
| 4   | Bay of Plenty      | Bay of Plenty Regional Council      | John Cronin        | Whakatāne        | North | 12,071          | 287,100    | NZ-BOP        |
| 5   | Gisborne (1)(2)    | Gisborne District Council           | Meng Foon          | Gisborne         | North | 8,386           | 47,400     | NZ-GIS        |
| 6   | Hawke's Bay        | Hawke's Bay Regional Council        | Fenton Wilson      | Napier           | North | 14,137          | 160,100    | NZ-HKB        |
| 7   | Taranaki           | Taranaki Regional Council           | David MacLeod      | Stratford        | North | 7,254           | 115,800    | NZ-TKI        |
| 8   | Manawatu-Whanganui | Horizons Regional Council           | Bruce Gordon       | Palmerston North | North | 22,221          |            | NZ-MWT        |
| 9   | Wellington         | Greater Wellington Regional Council | Chris Laidlaw      | Wellington       | North | 8,049           | 496,900    | NZ-WGN        |
| 10  | Tasman (1)         | Tasman District Council             | Richard Kempthorne | Richmond         | South | 9,616           | 49,500     | NZ-TAS        |
| 11  | Nelson (1)         | Nelson City Council                 | Rachel Reese       | Nelson           | South | 424             | 49,900     | NZ-NSN        |
| 12  | Marlborough (1)    | Marlborough District Council        | Alistair Sowman    | Blenheim         | South | 10,458          | 45,300     | NZ-MBH        |
| 13  | West Coast         | West Coast Regional Council         | Ross Scarlett      | Greymouth        | South | 23,244          | 32,700     | NZ-WTC        |
| 14  | Canterbury         | Canterbury Regional Council         | Margaret Bazley    | Christchurch     | South | 44,508          | 586,500    | NZ-CAN        |
| 15  | Otago              | Otago Regional Council              | Stephen Woodhead   | Dunedin          | South | 31,209          | 215,100    | NZ-OTA        |
| 16  | Southland          | Southland Regional Council          | Ali Timms          | Invercargill     | South | 31,195          | 97,300     | NZ-STL        |

Ghi chú: (1) Các vùng có chính quyền hợp nhất. (2) Tên Vùng Gisborne được sử dụng rộng rãi nhưng được biết với tên cũ East Cape hoặc East Coast.

## Khoảng cách các vùng
| Auckland |              |              |              |              |              |                 |                 |                 |                  |                  |                  |                  |                  |                  |                  |
| 1079     | Christchurch | Christchurch | Christchurch | Christchurch | Christchurch | Christchurch    | Christchurch    | Christchurch    | Christchurch     | Christchurch     | Christchurch     | Christchurch     | Christchurch     | Christchurch     | Christchurch     |
| 1432     | 361          | Dunedin      | Dunedin      | Dunedin      | Dunedin      | Dunedin         | Dunedin         | Dunedin         | Dunedin          | Dunedin          | Dunedin          | Dunedin          | Dunedin          | Dunedin          | Dunedin          |
| 480      | 959          | 1313         | Gisborne     | Gisborne     | Gisborne     | Gisborne        | Gisborne        | Gisborne        | Gisborne         | Gisborne         | Gisborne         | Gisborne         | Gisborne         | Gisborne         | Gisborne         |
| 124      | 953          | 1307         | 374          | Hamilton     | Hamilton     | Hamilton        | Hamilton        | Hamilton        | Hamilton         | Hamilton         | Hamilton         | Hamilton         | Hamilton         | Hamilton         | Hamilton         |
| 1637     | 566          | 205          | 1516         | 1514         | Invercargill | Invercargill    | Invercargill    | Invercargill    | Invercargill     | Invercargill     | Invercargill     | Invercargill     | Invercargill     | Invercargill     | Invercargill     |
| 412      | 728          | 1082         | 214          | 289          | 1287         | Napier-Hastings | Napier-Hastings | Napier-Hastings | Napier-Hastings  | Napier-Hastings  | Napier-Hastings  | Napier-Hastings  | Napier-Hastings  | Napier-Hastings  | Napier-Hastings  |
| 875      | 415          | 770          | 755          | 753          | 974          | 524             | Nelson          | Nelson          | Nelson           | Nelson           | Nelson           | Nelson           | Nelson           | Nelson           | Nelson           |
| 361      | 786          | 1140         | 564          | 241          | 1345         | 389             | 556             | New Plymouth    | New Plymouth     | New Plymouth     | New Plymouth     | New Plymouth     | New Plymouth     | New Plymouth     | New Plymouth     |
| 517      | 574          | 928          | 388          | 394          | 1133         | 157             | 344             | 233             | Palmerston North | Palmerston North | Palmerston North | Palmerston North | Palmerston North | Palmerston North | Palmerston North |
| 1555     | 484          | 282          | 1435         | 1432         | 187          | 1204            | 809             | 1262            | 1050             | Queenstown       | Queenstown       | Queenstown       | Queenstown       | Queenstown       | Queenstown       |
| 228      | 885          | 1240         | 274          | 106          | 1444         | 219             | 656             | 294             | 324              | 1361             | Rotorua          | Rotorua          | Rotorua          | Rotorua          | Rotorua          |
| 211      | 954          | 1308         | 273          | 105          | 1513         | 288             | 724             | 311             | 392              | 1430             | 63               | Tauranga         | Tauranga         | Tauranga         | Tauranga         |
| 646      | 440          | 794          | 526          | 523          | 999          | 300             | 211             | 353             | 141              | 916              | 452              | 521              | Wellington       | Wellington       | Wellington       |
| 445      | 627          | 981          | 460          | 324          | 1185         | 229             | 397             | 186             | 73               | 1102             | 301              | 367              | 193              | Whanganui        | Whanganui        |
| 158      | 1233         | 1587         | 638          | 281          | 1792         | 569             | 1003            | 518             | 671              | 1709             | 385              | 357              | 799              | 602              | Whangarei        |